# Port Campbell
Port Campbell är en ort i Australien. Den ligger i kommunen Corangamite och delstaten Victoria, omkring 190 kilometer sydväst om delstatshuvudstaden Melbourne. Antalet invånare är 599.
Runt Port Campbell är det mycket glesbefolkat, med 5 invånare per kvadratkilometer.. Det finns inga andra samhällen i närheten. 
Genomsnittlig årsnederbörd är 1 088 millimeter. Den regnigaste månaden är augusti, med i genomsnitt 145 mm nederbörd, och den torraste är februari, med 26 mm nederbörd.